# UB 68
UB 68 war ein hochseefähiges deutsches Zweihüllen-U-Boot, das von der Kaiserlichen Marine während des Ersten Weltkrieges im Mittelmeer eingesetzt wurde.

## Technische Daten
Der Bedarf an hochseefähigen U-Booten, die im uneingeschränktem U-Boot-Krieg gegen die britischen Versorgungswege eingesetzt werden konnten, lag der Konzeption dieses U-Boottyps zugrunde. Ein UB-III-Boot hatte zwar einen starken Motor und entwickelte eine erhebliche Geschwindigkeit über Wasser, war aber – durch eine zugunsten des Überwasserantriebs verkleinerte Batterie – im getauchten Zustand relativ langsam. Der Auftrag zum Bau von UB 68 erging am 20. Mai 1916 an die Germaniawerft in Kiel. Es gehörte mit seinen Schwesterbooten der Serie von UB 66 bis UB 71 zum Kriegsauftrag „J“. Das Boot lief am 4. Juli 1917 vom Stapel und wurde am 5. Oktober 1917 von der Kaiserlichen Marine in Dienst gestellt.

## Geschichte
UB 68 war zunächst in der Nordsee stationiert, wurde dann aber der U-Flottille Pola und schließlich – nach der Neugliederung der deutschen Mittelmeerstreitkräfte – der I. U-Flottille Mittelmeer in Pola unterstellt.

### Kommandanten
Die Indienststellung des Bootes erfolgte unter Oberleutnant Heino von Heimburg, einem hochdekorierten und erfahrenen Kommandanten, der mit UB 14, UB 15 und UC 22 unter anderem drei U-Boote und den italienischen Panzerkreuzer Amalfi versenkt hatte. Er kommandierte UB 68 auf drei Unternehmungen. Im Sommer 1918 wurde das Boot im Hafen von Pola erheblichen Umbaumaßnahmen unterzogen. Unter anderem wurden zusätzliche Auftriebstanks eingebaut und die Kanone gegen ein Geschütz vom Kaliber 10,5 cm ausgetauscht. Im September 1918 erhielt Oberleutnant zur See Karl Dönitz das Kommando auf UB 68. Er hatte vorher das erheblich kleinere Minen-U-Boot UC 25 auf drei Unternehmungen im Mittelmeer kommandiert und für seine absolvierten Feindfahrten das U-Boot-Kriegsabzeichen erhalten.

### Unternehmungen
Dönitz lief mit UB 68 am 25. September zu einer Patrouille im östlichen Mittelmeer aus. Befohlen war das Zusammentreffen mit UB 48, um eine gemeinsame koordinierte Unternehmung durchzuführen. Da sich die Reparaturarbeiten an diesem Boot jedoch verzögert hatten, erschien UB 48 nicht am Treffpunkt.

### Versenkung
Bei einem Angriff auf einen Geleitzug entschloss sich Dönitz nach der erfolgreichen Versenkung eines Schiffes durch Torpedo, einen östlich von Malta fahrenden britischen Geleitzug aufgetaucht anzugreifen. Der Leitende Ingenieur (LI) hatte jedoch Schwierigkeiten, UB 68 sicher zu trimmen und das Boot sackte überraschend auf hundert Meter Tiefe ab. Das nun sofort veranlasste Ausblasen der Tauchzellen ließ UB 68 an die Oberfläche schießen und in einem Winkel von 45° inmitten des Konvois aus dem Wasser schnellen. Während nun die Granaten der Artillerie des britischen Dampfers Queensland den Turm beschädigten und den Bug zerstörten, erwog Kommandant Dönitz zunächst ein erneutes Tauchen, entschied sich aber dann, die Besatzung aussteigen zu lassen, da nach Einschätzung des LI nicht mehr genügend Pressluft für ein Auftauchen an Bord wäre. Dieser blieb auf Dönitz’ Befehl im Boot zurück, um durch händisches Öffnen der Flutventile das Boot zu versenken, und tauchte nicht wieder auf. Der LI war der einzige Verlust unter der Besatzung von UB 68, die am 4. Oktober 1918 in britische Kriegsgefangenschaft ging. In einer späteren Publikation führte Dönitz den Untergang seines U-Bootes auf einen Konstruktionsfehler des Bootes zurück.

### Versenkte oder beschädigte feindliche Schiffe
| Datum            | Kommandant         | Schiffsname       | Nationalität           | Tonnage (BRT) | Schicksal  |
| ---------------- | ------------------ | ----------------- | ---------------------- | ------------- | ---------- |
| 10. April 1918   | Heino von Heimburg | Warwickshire      | Vereinigtes Königreich | 8012          | Beschädigt |
| 11. April 1918   | Heino von Heimburg | Kingstonian       | Vereinigtes Königreich | 6564          | Beschädigt |
| 13. April 1918   | Heino von Heimburg | Provence III      | Frankreich             | 3941          | Beschädigt |
| 26. April 1918   | Heino von Heimburg | Angelina di Paola | Königreich Italien     | 228           | Versenkt   |
| 01. Juni 1918    | Heino von Heimburg | Angelina          | Königreich Italien     | 1260          | Versenkt   |
| 03. Juni 1918    | Heino von Heimburg | Glaucus           | Vereinigtes Königreich | 5295          | Versenkt   |
| 12. Juni 1918    | Heino von Heimburg | Monginevro        | Königreich Italien     | 5271          | Beschädigt |
| 24. Juni 1918    | Heino von Heimburg | Saint Antoine     | Frankreich             | 43            | Versenkt   |
| 04. Oktober 1918 | Karl Dönitz        | Oopack            | Vereinigtes Königreich | 3883          | Versenkt   |